# 达拉斯 (福拉尔贝格州)
达拉斯（德語：Dalaas）是奥地利福拉尔贝格州布卢登茨县的一个市镇。总面积17平方公里，总人口1561人，人口密度91.8人/平方公里（2005年）。